# IPad (6. Generation)
Das iPad der 6. Generation ist Teil der iPad-Tabletcomputerreihe des US-amerikanischen Konzerns Apple. Es wurde am 27. März 2018 von Tim Cook der Öffentlichkeit vorgestellt und konnte ab da vorbestellt werden. Mit der Vorstellung der siebten Generation wurde der Verkauf der sechsten Generation eingestellt.

## Neuerungen
Im Gegensatz zum Vorgänger unterstützt dieses iPad den Apple Pencil der ersten Generation. Apple stellte es an der Lane Tech High School in Chicago vor. Das zeigt, dass Schüler eine wichtige Zielgruppe dieses Geräts waren. Gleichzeitig stellte Apple den Logitech Crayon vor, welcher eine kostengünstigere Alternative zum Apple Pencil ohne Druckerkennung ist.
Weiterhin wurde der Apple A9 durch einen Apple A10 Fusion ersetzt.

## Design
Das iPad der 6. Generation hat eine Rückseite aus Aluminium und existiert in den Farben Silber, Spacegrau und Gold. Am mittigen unteren Rand ist eine Home-Taste mit Touch ID angebracht, an der rechten Gehäuseseite befinden sich die Lautstärkewippen. Auf der Rückseite ist eine Kamera mit 8, auf der Frontseite mittig am oberen Bildschirmrand eine weitere Kamera mit 1,2 Megapixeln eingebaut. Die Rückseite besitzt oben in der Mitte ein Mikrofon. Außerdem gibt es auf der Oberseite ein Mikrofon und einen 3,5-mm-Klinkenanschluss. Auf der Unterseite sind Stereolautsprecher neben dem Lightning-Dockanschluss verbaut. Bedient wird das Gerät hauptsächlich über Bildschirm-Berührungen.

## Technik
Apple bot das iPad der 6. Generation als 32- oder 128-GB-Variante ohne Modem an. Zusätzlich gibt es ein iPad mit LTE- und UMTS-Modem. Dieses verwendet Nano-SIM-Karten. Apple gibt bis zu 10 Stunden Akkulaufzeit beim Surfen im Internet über WLAN und bis zu 9 Stunden bei der Nutzung eines mobilen Datennetzes an. Der Lithiumpolymerakkumulator hat eine Kapazität von 32,4 Wh. Zusätzlich zum Mobilfunkmodem verbaute Apple ein A-GPS-Modul. Den digitalen Kompass besitzen auch die Geräte ohne Modem.
System-on-a-Chip ist der Apple A10 Fusion mit Vierkernprozessor, der zwei leistungsstarke Kerne „Hurricane“ und zwei energiesparende Kerne „Zephyr“ besitzt. Dazu kommt ein PowerVR GT7600 Plus Grafikprozessor.

## Preise
Die unverbindliche Preisempfehlung betrug 349 € / 379 CHF bzw. 439 € / 489 CHF je nach Größe des Speichers. Einen SIM-Kartenschacht, der 4G-Mobilfunkkonnektivität ermöglicht, kostete zusätzlich je 130 € / 150 CHF. Im Vergleich zum Vorgänger sind das bei den Speichervarianten 50 € / 8.95 CHF bzw. 60 € / 8.60 CHF weniger, und für Mobilfunk in Deutschland 30 € weniger und in der Schweiz 0.45 CHF mehr.